# Vivian Woodward
Vivian John Woodward, más conocido como Vivian Woodward (Londres, Inglaterra, 3 de junio de 1879-Ealing, Gran Londres, 31 de enero de 1954), fue un futbolista inglés que se desempeñó como delantero en clubes como el Tottenham Hotspur y el Chelsea FC.

## Selección nacional
Fue internacional con la selección de Inglaterra en 23 ocasiones y marcó 29 goles, y en 30 ocasiones con 44 goles en la selección amateur de Inglaterra, cuyos partidos son considerados oficiales y a efecto por el resto de federaciones internacionales. Los registros suman un total de 73 goles en 53 partidos, siendo el décimo máximo anotador de una selección en la historia.
Debutó el 14 de febrero de 1903, en un encuentro del British Home Championship ante la selección de Irlanda del Norte que finalizó con marcador de 4-0 a favor de los ingleses.

## Clubes
| Club              | País       | Año         |
| ----------------- | ---------- | ----------- |
| Tottenham Hotspur | Inglaterra | 1901 - 1909 |
| Chelsea FC        | Inglaterra | 1909 - 1915 |

## Palmarés

### Campeonatos nacionales
| Título                           | Club                    | Año  |
| -------------------------------- | ----------------------- | ---- |
| FA Cup                           | Tottenham Hotspur F. C. | 1901 |
| Sheriff of London Charity Shield | Tottenham Hotspur F. C. | 1902 |

### Campeonatos internacionales
| Título           | Equipo                   | Sede      | Año  |
| ---------------- | ------------------------ | --------- | ---- |
| Juegos Olímpicos | Selección de Reino Unido | Londres   | 1908 |
| Juegos Olímpicos | Selección de Reino Unido | Estocolmo | 1912 |